# Metódio II de Constantinopla
Metódio II de Constantinopla (em grego: Μεθόδιος Β΄) foi o patriarca grego ortodoxo de Constantinopla, exilado no Império de Niceia, por um breve período em 1240. Abade do mosteiro de Jacinto, morreu três meses depois de sua elevação.